# Pardosa valida
Pardosa valida är en spindelart som beskrevs av Banks 1893. Pardosa valida ingår i släktet Pardosa och familjen vargspindlar. Inga underarter finns listade i Catalogue of Life.